# Ruitzhof
Ruitzhof ist eine zu Monschau-Kalterherberg (Städteregion Aachen, Nordrhein-Westfalen) gehörende Siedlung, die aus einer Gruppe von Gehöften und Wohngebäuden besteht. Der Ort liegt ca. 550 m ü. NHN. Südlich verläuft der Schwarzbach, der die Grenze zu Belgien bildet und in die östlich fließende Rur mündet.
Seit 2004 wurde der Großteil der land- und forstwirtschaftlichen Flächen der Exklave zum Landschaftsschutzgebiet erklärt.

## Charakteristik
Ruitzhof geht zurück auf einen ursprünglich zum Kloster Reichenstein gehörenden Pachthof, erstmals erwähnt im Jahre 1501. Nachdem Reichenstein im Jahre 1802 aufgelöst wurde und bis auf Ruitzhof im Jahre 1808 verkauft wurde, ersteigerte der Pächter Johann Els das Gehöft samt 106 Magdeburger Morgen, entspricht 25 ha Ackerland.
Ruitzhof ist, nach dem Gehöft Rückschlag, das sich weiter nördlich befindet, die zweitkleinste der fünf bewohnten Exklaven Deutschlands in Belgien.
Im Norden, Westen und Süden grenzt das Gebiet an Belgien, im Osten verläuft die Vennbahn, deren Trasse belgisches Staatsgebiet ist. Dadurch ist Ruitzhof nur über belgisches Staatsgebiet zu erreichen. Heute ist der Grenzübergang nur noch durch Grenzsteine am Bahnübergang Küchelscheid zu erkennen. Nach Ende des Zweiten Weltkrieges plante Belgien, die durch die Vennbahn entstandene Exklave zu annektieren, ließ diese Pläne aber im April 1949 wieder fallen.
Wenige Kilometer nördlich befinden sich zwei weitere zu Monschau gehörende deutsche Exklaven, der Ort Mützenich und das Gehöft Rückschlag nahe Konzen. Außerdem gehören die Exklaven Roetgen/Lammersdorf und Münsterbildchen als Teile der Ortschaften Roetgen und Lammersdorf zu exterritorialem deutschen Gebiet.
Die Gemeinde Kalterherberg, zu der Ruitzhof gehörte, wurde am 1. Januar 1972 in die Stadt Monschau eingegliedert.
Mehrere Meter hohe Buchenhecken schützen die Gehöfte der hoch gelegenen Siedlung vor dem häufigen scharfen Westwind.

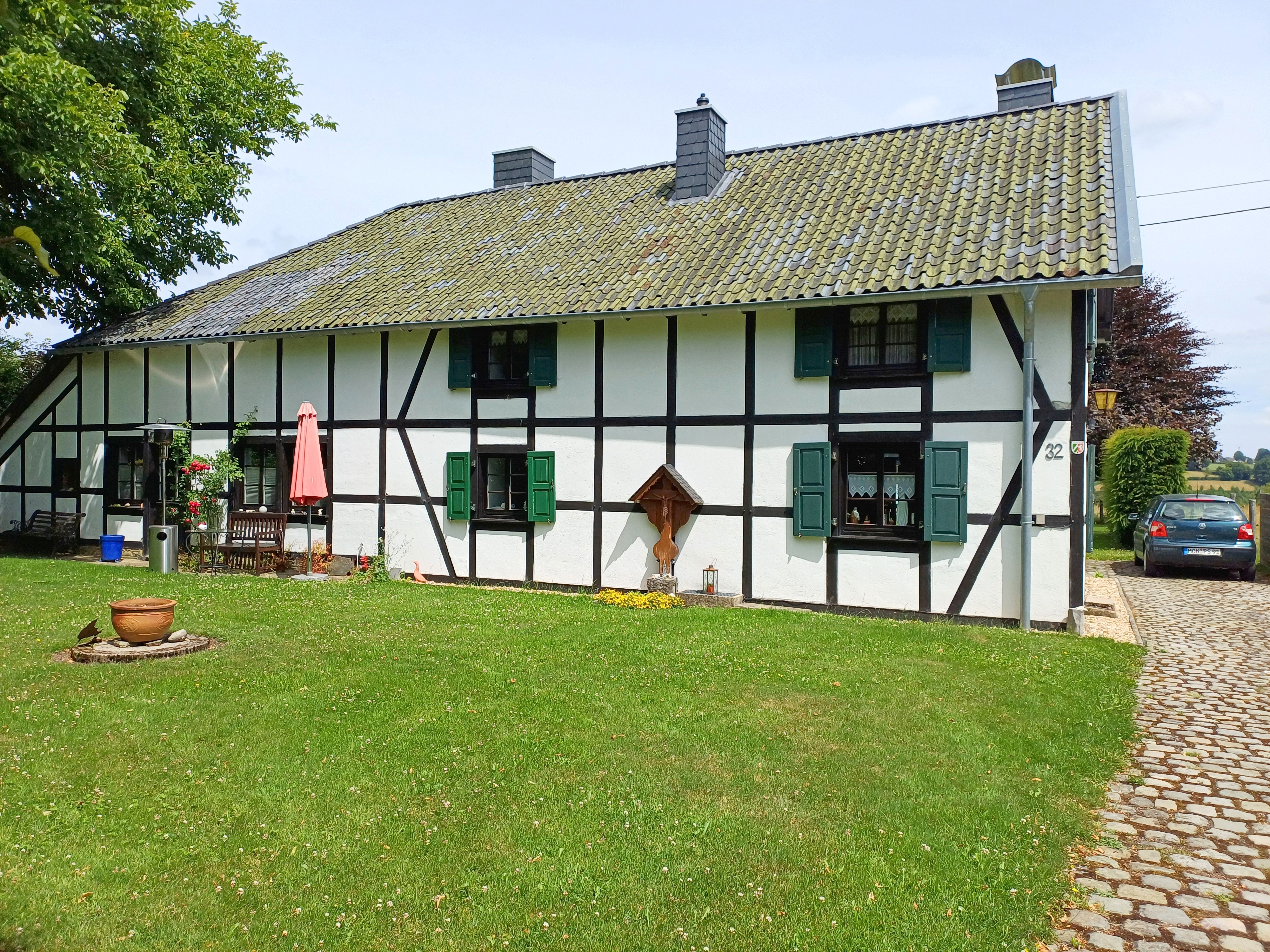
Gutshof
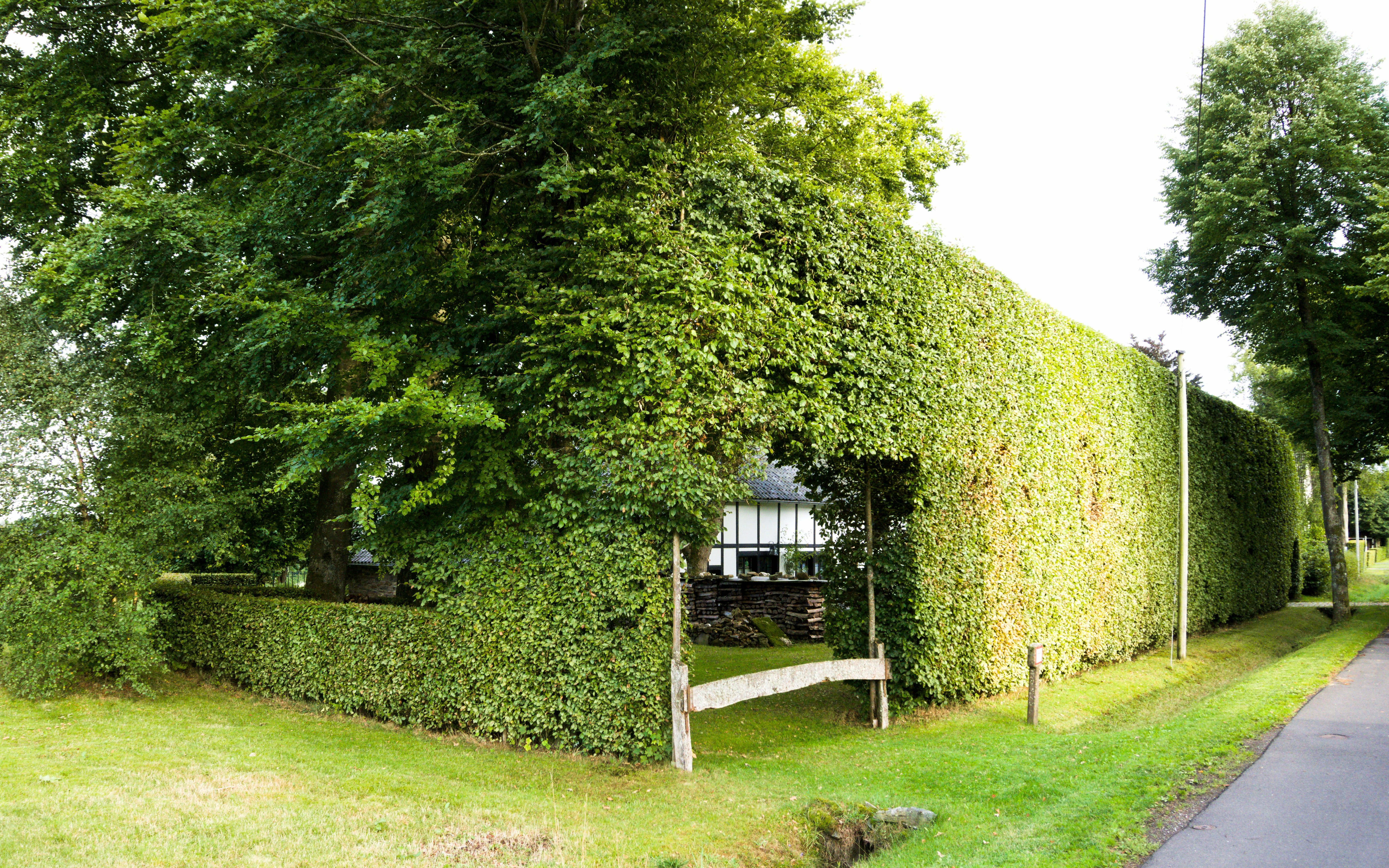
Heckenlandschaft
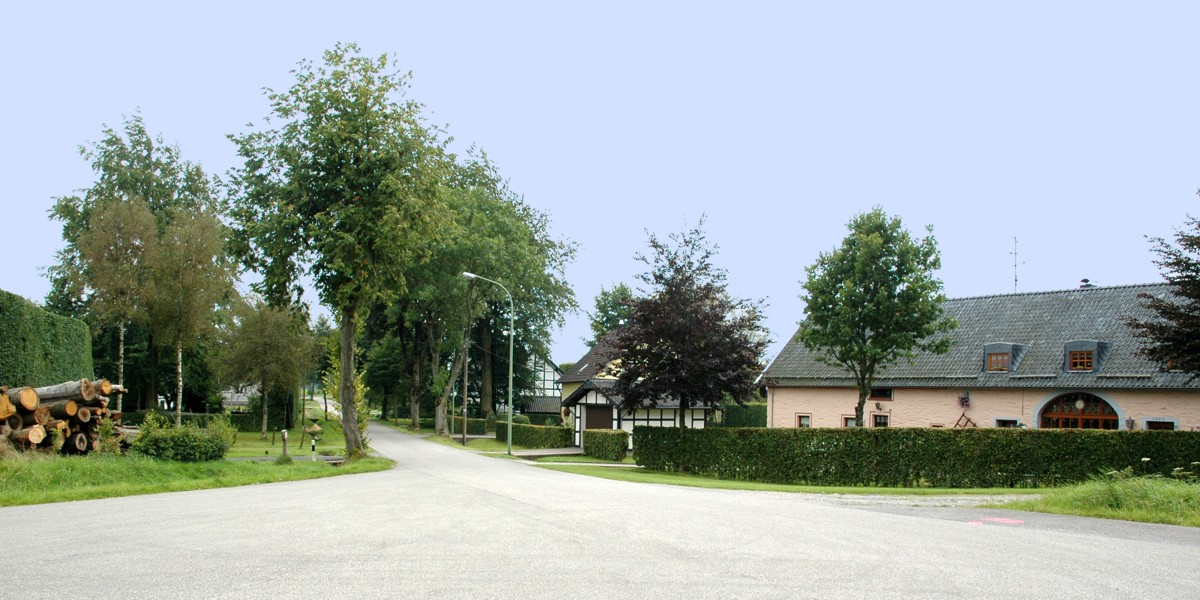
Ortsansicht
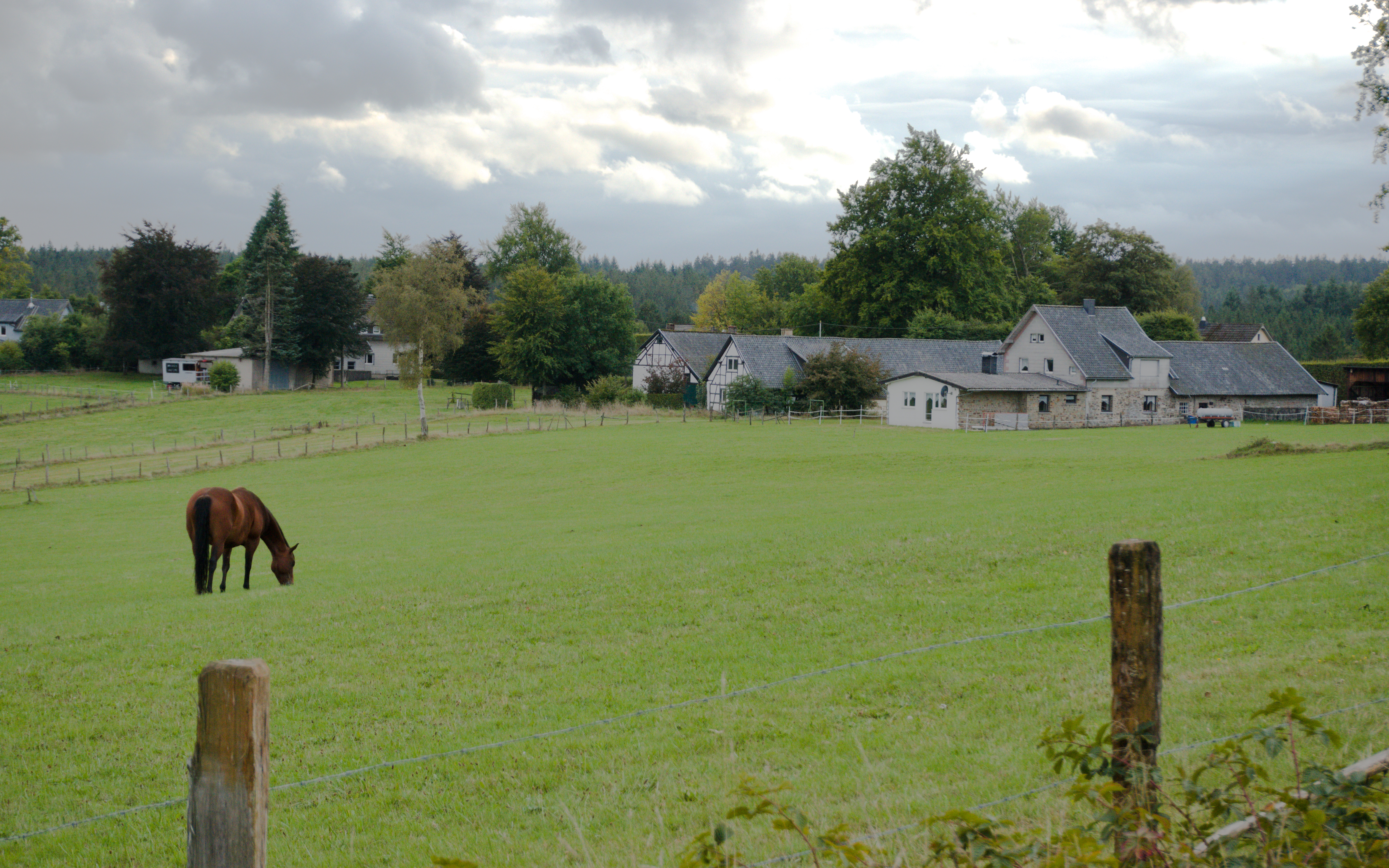
Ortsansicht